# Donje Novo Selo (Bujanovac)
Pour les articles homonymes, voir Donje Novo Selo.
Donje Novo Selo (en serbe cyrillique : Доње Ново Село) est un village de Serbie situé dans la municipalité de Bujanovac, district de Pčinja. En 2002, il comptait 120 habitants, dont 119 Serbes (99,16 %).
En septembre 2011, l'assemblée des députés albanais de Preševo, Bujanovac et Medveđa a incité les Albanais de Serbie à boycotter le recensement prévu pour le mois d'octobre de cette année-là ; de ce fait, aucun chiffre de population n'a été communiqué pour les localités de la municipalité de Bujanovac.

## Démographie
| 1948 | 1953 | 1961 | 1971 | 1981 | 1991 | 2002 |
| ---- | ---- | ---- | ---- | ---- | ---- | ---- |
| 486  | 424  | 432  | 347  | 283  | 141  | 120  |

|  |